# 精神航空
精神航空（英語：Spirit Airlines）是一家美國的低成本航空公司，總部位於佛羅里達州米拉馬爾，成立於1980年，主要經營加勒比海地区、拉丁美洲等定期國際航線。

## 历史

### 成立与早期历史
公司于1964年以Clippert Trucking Company的名义成立。1974年，公司更名为Ground Air Transfer, Inc.。1983年，Ned Homfeld在密歇根州马科姆县创立了航空服务，并命名为Charter One Airlines。这是一家总部位于底特律的包机旅行运营商，提供前往大西洋城、拉斯维加斯和巴哈马等娱乐目的地的旅行套餐。

### 1990年代
1992年5月，Charter One引入喷气式飞机并更名为精神航空。6月1日，精神航空开始提供底特律至大西洋城之间的定期航班服务。6月15日，又开通了波士顿至普罗维登斯的航线。
1993年4月，精神航空开始提供飞往奥兰多、劳德代尔堡和圣彼得堡的定期航班服务。同年9月，开通了大西洋城至迈尔斯堡的航班。1994年，精神航空在费城开始运营服务。随后五年内，精神航空进一步扩展服务，从底特律增加航班，并进入新的市场，如默特尔比奇、洛杉矶和纽约市。
1994年夏季，精神航空因超售问题取消了1400名乘客的机票。由于精神航空向旅行社提供了错误指令，尽管乘客已付款，但这些票仍被作廢。面对批评，精神航空承诺确保所有已付款的客户都能通过其他航空公司安排且顺利抵达目的地。
1996年，Janet Patton成为精神航空首位女性飞行员。1998年，她晋升为首位女性机长。当时，精神航空使用的是麥道DC-9和MD-80机型。
精神航空最初将总部设在位于密歇根州伊斯特波因特的Kennedy大楼，该地曾名为东底特律。1999年12月，精神航空将总部迁至佛罗里达州的米拉玛市，位于迈阿密都会区。在决定将总部迁至米拉玛之前，精神航空曾考虑过新泽西州的大西洋城和密歇根州的底特律。

### 2000年代
2000年，美国联邦航空管理局因精神航空违反客舱及座椅标识和铭牌的联邦法规，对其罚款6.7万美元。违规问题包括在八架DC-9和MD-80飞机上的紧急设备、乘客座椅、储物区及舱门的标识和铭牌不符合规定。
2001年11月，精神航空开通飞往波多黎各圣胡安的航班，并推出全面整合的西班牙语客户服务计划，包括西班牙语网站和专属订票热线。
因九一一袭击事件停飛后，在2003年秋季，精神航空恢复了飞往华盛顿特区罗纳德·里根国家机场的航班。2006年，精神航空新增飞往大开曼、旧金山和波士顿的航班。2007年，精神航空向美国交通部申请开通飞往哥斯达黎加、海地、荷属安的列斯和委内瑞拉的航线。
2005年1月，Ben Baldanza被聘为精神航空的总裁，目标是使公司实现盈利。2006年，在Indigo Partners的投资支持下，Baldanza晋升为CEO并任职10年，期间推动了商业模式的全面转型，并于2011年成功上市。
2006年，精神航空行使了订购30架空客A320-200飞机的选项，以实现进一步扩展。这些飞机的交付于2010年3月开始。
2008年6月，精神航空根据《工人调整和再培训通知法案》（WARN）申请，可能裁员或调迁数百名飞行员和空乘人员，并关闭圣胡安和拉瓜迪亚的机组基地。同年9月，精神航空开始在飞机外部、头顶行李舱、托盘桌、座椅背面和隔板上投放广告。
2009年5月，在精神航空与航空飞行员协会（ALPA）进行超过四年的薪资、工作规则和福利谈判未果后，精神航空飞行员以98%的票数支持罢工。当时精神航空飞行员是美国薪资最低的空客飞行员之一。2010年6月12日，精神航空因飞行员罢工暂停航班运营，导致数千名乘客滞留。这是自2001年Comair罢工以来，美国航空飞行员协会成员首次进行的客运航空罢工。
2010年6月15日，精神航空与ALPA恢复谈判，并于16日晚达成初步协议。协议后来以74%的投票通过，提升精神航空飞行员的薪资和福利至与美国其他空客运营商相当的水平。航班于6月18日恢复。
2007年，精神航空将“Spirit Plus”重新命名为“大前座”（Big Front Seat），并取消了商务舱服务。乘客可支付额外费用选择“大前座”或在机场进行升级。2010年12月，精神航空推出了“Free Spirit World MasterCard”萬事達信用卡。

### 2010年代
2010年4月，精神航空成为首家对乘客随身行李收费的美国航空公司，随后忠實航空和邊疆航空也实施了类似政策。
2012年4月，精神航空拒绝退还一位患病美国退伍军人的机票费用。该退伍军人购买了从佛罗里达到大西洋城的不可退款机票，但因医生建议不得飞行而无法乘坐。此举引发了退伍军人团体和公众的强烈不满，一些人威胁抵制精神航空，除非其退还机票并道歉。5月，精神航空的CEO Ben Baldanza对事件处理方式表示道歉，并亲自退还了该乘客的机票费用，同时向“受伤勇士项目”捐赠了5000美元。
2013年8月，精神航空与美国运输工人联合会（TWU）达成一项为期五年的协议，该工会代表精神航空的航班调度员。
2014年11月，摩根士丹利将精神航空评为投资者首选的增长型航空公司。
2016年1月，前AirTran CEO Robert L. Fornaro接替Baldanza担任精神航空的CEO，这引发了与邊疆航空合并的传言。如果合并完成，将成为美洲最大的超低成本航空公司。邊疆航空宣布精神航空将与迪士尼学院合作，制定新的服务标准，并在公司内部推行新政策，创造更友好的环境。
2017年11月，精神航空的准点率排名全美第二，仅次于达美航空。相比2015年12月精神航空排名最末（准点率68.7%），这是显著提升。2018年2月，精神航空成为北美唯一进入全球十大最安全航空公司榜单的航空公司。
2018年5月，精神航空宣布将成为首家为所有航班提供高速WiFi服务的超低成本航空公司。WiFi安装于2018年秋季启动，并计划于2019年夏季覆盖所有机队。
2019年10月，精神航空宣布将总部搬迁至佛罗里达州Dania Beach。新总部计划占地约50万平方英尺，并配备飞行模拟器。2021年计划调整为6层楼高的总部大楼，占地约18万平方英尺，培训设施约10万平方英尺，停车场可容纳998辆车。
2019年12月，精神航空宣布计划购买100架空客A320neo系列飞机。

### COVID-19疫情期间
2020年，由于COVID-19疫情，精神航空通过《新冠病毒援助、救济和经济安全法案》（CARES）获得了3.34亿美元的援助资金，包括补助金和贷款，用于支付员工薪资直至9月30日。同年7月，公司宣布将在10月让20%至30%的员工休假。8月，一些飞行员和空乘人员同意自愿休假或临时减少工作时间以避免裁员。
2020年7月，一名乘客在精神航空的航班上因感染COVID-19去世。精神航空声称已通知美国疾病控制与预防中心，但CDC表示未收到相关联系记录。其他乘客未被告知他们与感染者同机。

### 2022至2024年：尝试合并
2022年2月，邊疆航空宣布计划收购精神航空。但在同年7月，精神航空的股东否决了邊疆航空的提议。
2022年4月，捷藍航空提出以每股33美元现金收购精神航空，总金额约为36亿美元。5月，精神航空表示董事会决定不考虑捷藍航空的提议。精神航空认为，捷藍航空的收购计划可能无法获得美国司法部反垄断部门的批准，因为超低成本航空被高票价航空收购可能会导致消费者票价上涨。同时，司法部正在调查捷藍航空与美国航空的战略合作关系。
2022年7月至8月，精神航空的机上互联网服务由泰雷兹集团公司的FlytLIVE系统升级到新的卫星连接系统。此外，SES_(公司)运营的SES-17高通量卫星为精神航空的A320和A321乘客提供了高达400 Mbps的连接速度，覆盖所有航线。
2022年7月，捷藍航空与精神航空达成协议，计划以每股33.50美元的价格收购精神航空，并向精神航空股东提供额外激励措施。合并后，公司将成为美国第五大航空公司。同年10月19日，多数股东批准了此次交易。然而，美国司法部以反垄断为由阻止了此次合并，并对JetBlue提起诉讼。司法部在法律文件中声称，该合并将导致“更高的票价、更少的座位，并损害数百万消费者的利益”。2023年10月，该案进入审理阶段。
2024年1月16日，联邦法官裁定阻止捷藍航空收购精神航空，认为该交易对其他航空公司具有反竞争性，并将损害消费者利益。判决公布后，精神航空的股价下跌约47%，公司对未来发展表示担忧。外界猜测精神航空可能需要申请第11章破产保护，并启动清算程序。然而，1月18日，精神航空否认了破产传闻，并表示正在寻找新的发展计划。2024年3月4日，捷藍航空因法院裁决决定终止收购精神航空的计划。
2024年11月，邊疆航空宣布放弃与精神航空的合并计划。同月18日，精神航空正式申请第11章破产保护，报告资产和负债介于10亿至100亿美元之间。公司将破产归因于日益增加的亏损、未成功的合并协议、高额债务以及激烈的市场竞争。精神航空表示将在破产程序中继续运营，并预计在2025年初完成重组。
2025年7月底，精神航空宣佈，於10月起下令將140名正機長降職為副機長，並將於11月起強制約270名正副機長休假，以配合規模縮減。

## 機隊

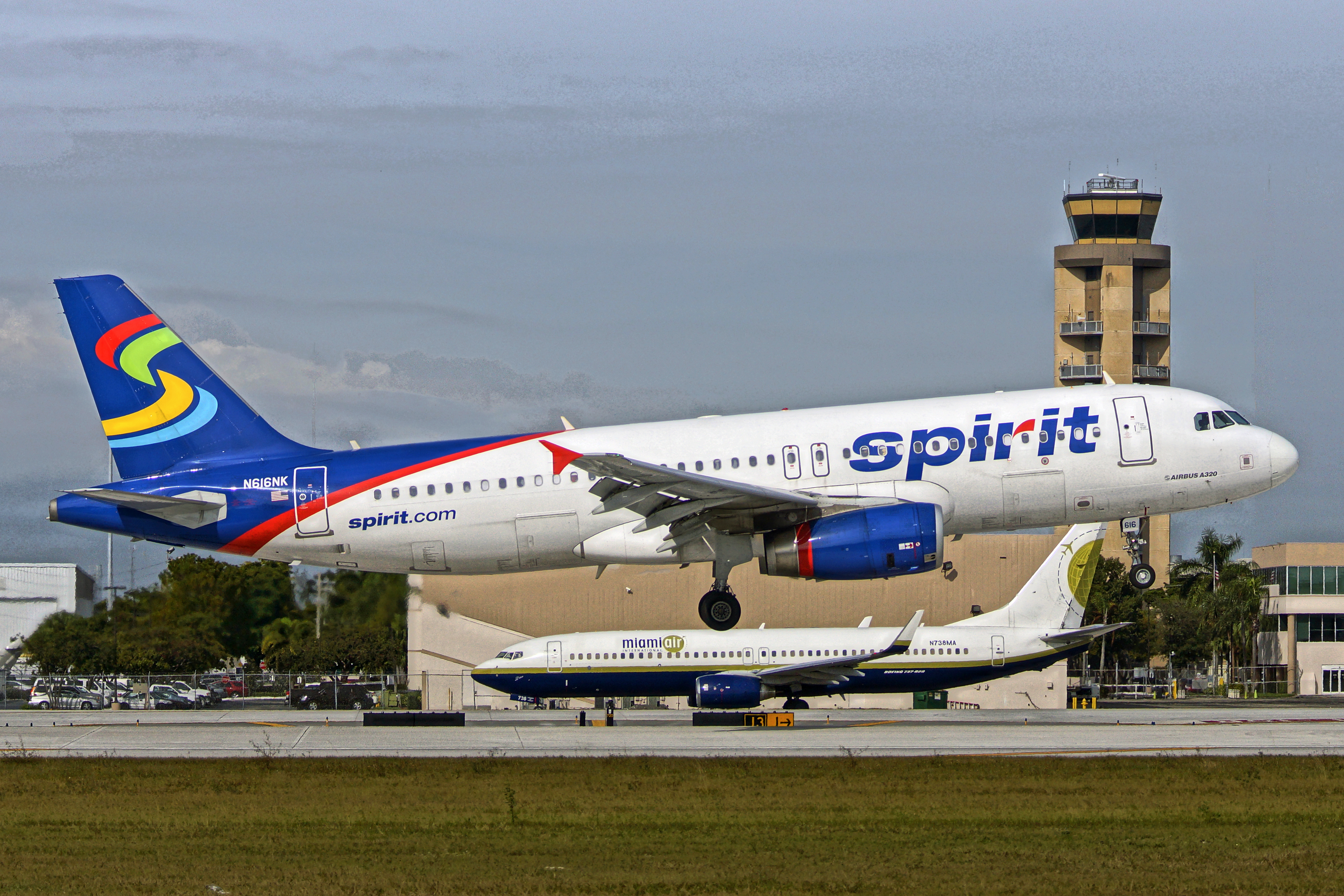
精神航空的空中巴士A320正在降落於勞德岱堡-好萊塢國際機場，機身外觀為2010年以前的機身彩繪

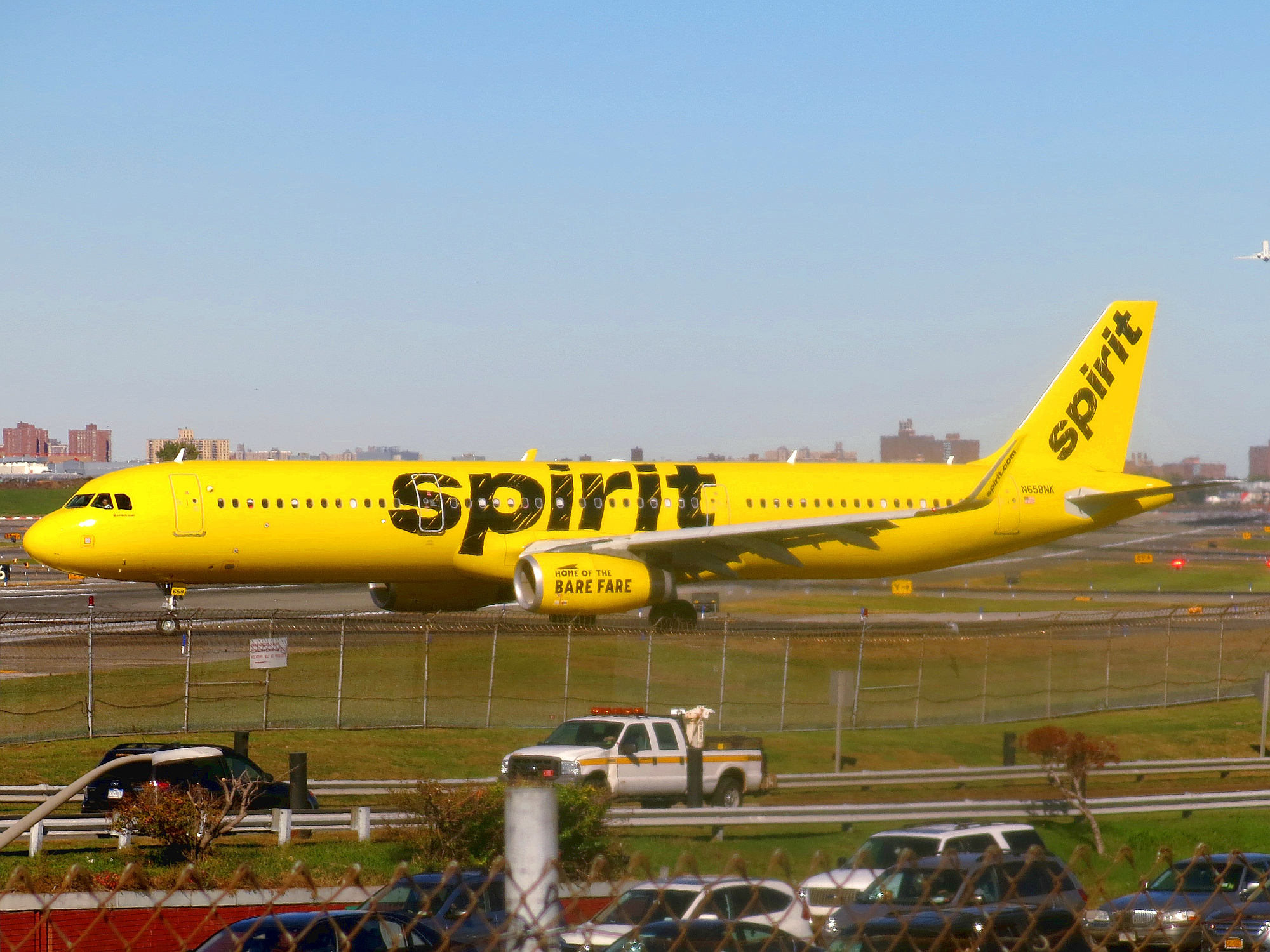
精神航空的空中巴士A321滑行至起飛位置，即將離開拉瓜地亞機場，機身外觀以“計程車”為主題，於2014年推出

截至2022年2月，精神航空的平均機齡為6.9年。
（精神航空統一使用空中巴士機隊）

## 航點
| 國家和地區                | 城市         | 機場                           | 備注 | 資料來源 |
| ------------------------- | ------------ | ------------------------------ | ---- | -------- |
| 荷屬阿魯巴                | 奧拉涅斯塔克 | 碧翠斯女王國際機場             |      |          |
| 巴哈馬                    | 弗里波特     | 大巴哈馬國際機場               | 终止 | [ 36 ]   |
| 巴哈馬                    | 拿騷         | 林丁平德林國際機場             | 终止 |          |
| 巴哈馬                    | 聖薩爾瓦多島 | 聖薩爾瓦多機場                 | 终止 |          |
| 開曼群島                  | 大開曼       | 歐文·羅勃茲國際機場            | 终止 | [ 37 ]   |
| 哥倫比亞                  | 亞美尼亞     | 托庫門國際機場                 |      |          |
| 哥倫比亞                  | 巴蘭幾亞     | 巴蘭基亞國際機場               |      |          |
| 哥倫比亞                  | 波哥大       | 埃爾多拉多國際機場             |      |          |
| 哥倫比亞                  | 布卡拉曼加   | 帕洛內格羅國際機場             |      |          |
| 哥倫比亞                  | 卡利         | 阿爾方索·波尼拉·阿拉岡國際機場 |      |          |
| 哥倫比亞                  | 迦太基       | 卡塔赫納拉斐爾努涅斯機場       |      |          |
| 哥倫比亞                  | 麥德林       | 荷西·瑪利亞·科爾多瓦國際機場   |      |          |
| 哥斯大黎加                | 聖荷西       | 胡安·聖瑪麗亞國際機場          |      |          |
| 古巴                      | 夏灣拿       | 何塞·馬蒂國際機場              | 终止 |          |
| 多明尼加共和國            | 蓬塔卡納     | 蓬塔卡納國際機場               |      |          |
| 多明尼加共和國            | 聖地牙哥     | 希堡國際機場                   |      |          |
| 多明尼加共和國            | 聖多明各     | 亞美利加國際機場               |      |          |
| 厄瓜多                    | 瓜亞基爾     | 何塞·華金·德·奧爾梅多國際機場  |      |          |
| 薩爾瓦多                  | 聖路易塔爾帕 | 薩爾瓦多國際機場               |      |          |
| 瓜地馬拉                  | 瓜地馬拉市   | 拉奧羅拉國際機場               |      |          |
| 海地                      | 海地角       | 海地角國際機場                 |      |          |
| 海地                      | 太子港       | 杜桑·盧維杜爾國際機場          |      |          |
| 宏都拉斯                  | 聖佩德羅蘇拉 | 拉蒙·比列達·莫拉萊斯國際機場   |      |          |
| 宏都拉斯                  | 德古西加巴   | 科馬亞瓜帕爾梅羅拉國際機場     |      |          |
| 牙買加                    | 京士頓       | 諾曼·曼利國際機場              |      |          |
| 牙買加                    | 蒙特哥貝     | 桑斯特國際機場                 |      |          |
| 墨西哥 (南下加利福尼亞州) | 卡波聖盧卡斯 | 洛斯卡沃斯國際機場             |      |          |
| 墨西哥 (金塔納羅奧)       | 坎昆         | 坎昆國際機場                   |      |          |

## 外部連結
- 精神航空官網 （页面存档备份，存于）
- 精神航空的Facebook專頁